# アメリカ国立気象局
アメリカ国立気象局（アメリカこくりつきしょうきょく、英語: National Weather Service、略称：NWS）は、アメリカ合衆国商務省海洋大気庁（NOAA）を構成する6つの部局のうちの一つで、同国の気象業務を担当する国家機関である。
日本語圏では、（NOAAの一部局としての）気象業務部、国家気象局、また単に国立気象局と呼称されることもある。かつてアメリカ合衆国内では、気象局（Weather Bureau）の名で知られた。「アメリカ合衆国民の生命や財産を保護し、国家経済の増進を図るため、合衆国領土とその周辺水域および海域における気象・水文・気候の予報や警報を提供すること」を任務とする。本部所在地はメリーランド州シルバースプリング。

## 歴史

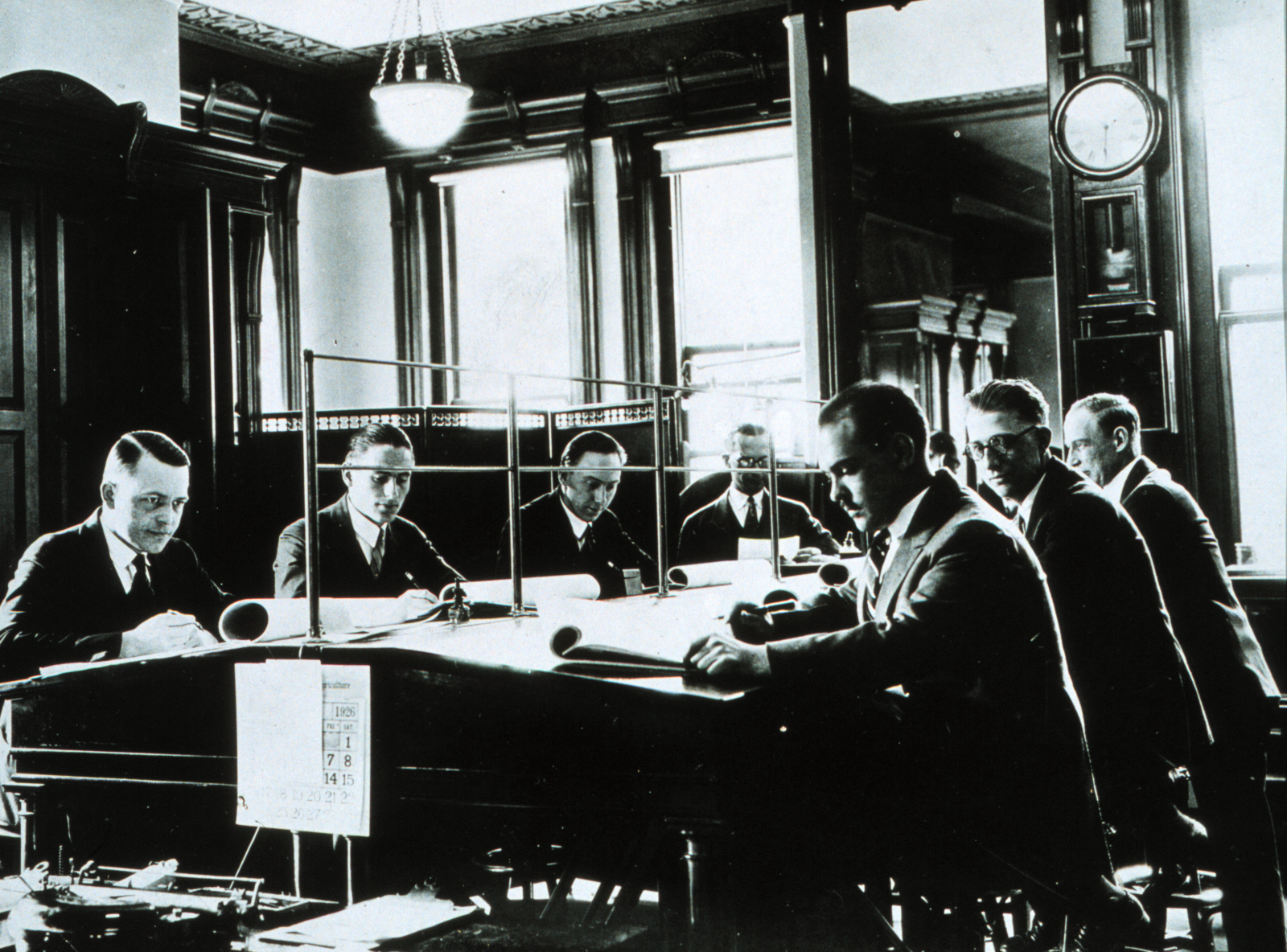
20世紀初頭、予報の作成に当たるNWSの予報官

フィラデルフィアにあるフランクリン研究所の気象学者ジェームズ・エスピーは、1831年から同所の気象観測網を使って気象月報を発行し始めたが、陸軍が駐屯地での観測結果の提供の協力を申し出たため、1834年9月に委員長をエスピーとする気象合同委員会が設立されて、観測結果の収集が行われた。これはまだ不完全なものだったが、アメリカで実質的に国家が関与する初めての気象観測網となった。
1846年にワシントンにスミソニアン協会が設立されると、その初代理事長であったジョゼフ・ヘンリーは、アメリカ国内に気象観測網を設立した。これは民間によるものだったが、手法や基準が統一された本格的な組織的気象観測網であり、電報を利用した即時的な天候情報の収集も行われた。しかし、南北戦争と1865年のスミソニアン協会本部の火事により、その機能は停止した。
当時五大湖では嵐による海難が多発しており、それを懸念したハルバート・ペイン下院議員（Halbert E. Paine）は、議会に国家気象機関の設立を請願した。連邦議会はこれを承認し、1870年にユリシーズ・グラント大統領は設立の法案に署名した。これは当時、南北戦争で荒廃した国土再建の旗印となる事業が必要であった面もあった。
国家気象機関は、1870年2月9日にアルバート・マイアー准将の下で陸軍信号部（Signal Corps）に置かれた。これは、軍は規律によって高い即応性・整然性・正確性を要する観測活動が保証されるだろうとの見方からだった。マイヤー准将はこの組織に初めてThe Division of Telegrams and Reports for the Benefit of Commerce（商業利益のための電信及び報告部門）という名称を与えた。
しかしながら気象予報のための気象学は当時は十分に成熟しておらず、嵐の接近などを把握するための調査研究が不可欠だったが、軍の組織はそれに対応できなかった。このためシンシナティ天文台長のクリーブランド・アッベ（Cleveland Abbe）が、1871年に陸軍信号部へ移って調査研究を指導し、卓越した理論気象学者ウィリアム・フェレル（William Ferrel）を陸軍信号部にスカウトするなどして、予報能力の向上と人材の育成を図った。
1890年に農務省に移管されると共に、民生目的の業務を担当することとなった。1940年には商務省に移管され、1965年に環境科学事業庁（Environmental Science Services Administration、ESSA）に移管された。1970年にESSAが国立海洋大気庁（NOAA）へ統合・再編されると共に、国立気象局（National Weather Service）に改称され、現在に至る。

## 組織

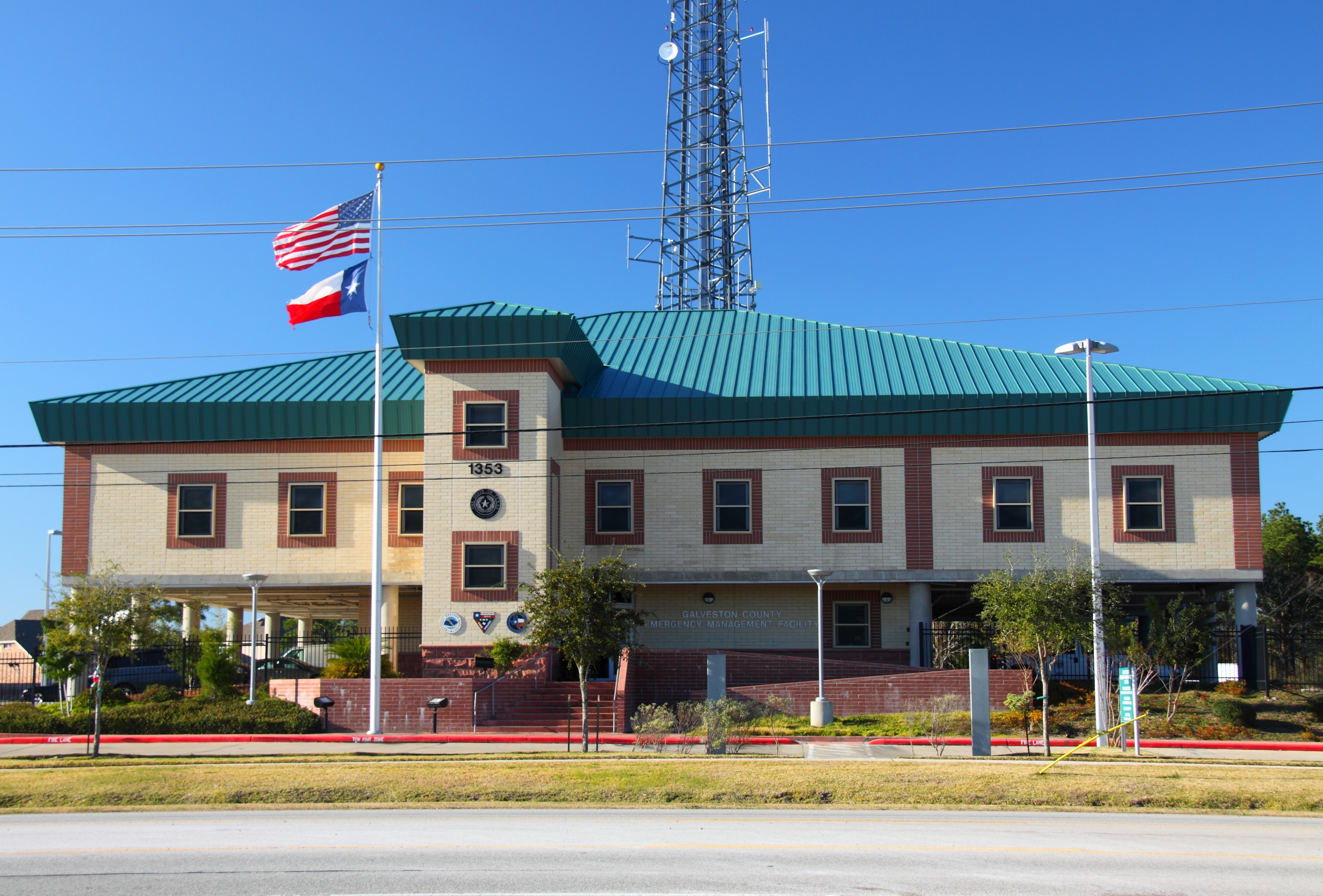
耐ハリケーン用に特別に設計された建物で、国立気象局ヒューストン-ガルベストン予報事務所とガルベストン郡緊急事態対応事務所の合同庁舎。

- 国立気象局 (National Weather Service; NWS)
  - 最高情報責任者 (Chief Information Officer)
  - 国立環境予測センター (National Centers for Environmental Prediction; NCEP)
    - 航空気象センター (Aviation Weather Center; AWC)
    - 気候予測センター (Climate Prediction Center; CPC)
    - 環境モデリングセンター (Environmental Modeling Center; EMC)
    - 水文気象予測センター (Hydrometeorological Prediction Center; HPC)
    - 海洋予測センター (Ocean Prediction Center; OPC)
    - NCEP中央運用室 (NCEP Central Operations)
    - 宇宙天気予報センター (Space Weather Prediction Center; SWPC)
    - ストーム予測センター (Storm Prediction Center; SPC)
    - 国立ハリケーンセンター (National Hurricane Center; NPC)
      - ハリケーン専門家部隊 (Hurricane Specialist Unit; HSU)
      - 熱帯解析・予報分室 (Tropical Analysis and Forecast Branch; TAFB)
      - 技術支援分室 (Technical Support Branch; TSB)

  - 最高財務責任者 (Chief Financial Officer)
  - 運用システム (Operational Systems)
  - 水文学的開発 (Hydrologic Development)
  - 科学技術 (Science and Technology)
    - プログラム及び計画 (Programs and Plans)
    - 気象開発研究所 (Meteorological Development Laboratory (MDL)

  - 気候・水・気象業務 (Climate, Water and Weather Services)
  - 地方本部 (Region Headquarters) - 全米に6ヶ所 (Eastern, Central, Southern, Western, Alaska & Pacific)
    - 気象予報事務所 (Weather Forecast Offices; WFOs) - 全米に122ヶ所
    - 中央気象業務部隊 (Center Weather Service Units; CWSUs) - 全米に21ヶ所
    - 河川予報センター (River Forecast Centers; RFCs) - 全米に13ヶ所
    - 太平洋津波警報センター (Pacific Tsunami Warning Center; PTWC)
    - 西海岸・アラスカ津波警報センター (West Coast and Alaska Tsunami Warning Center; WCATWC)

  - 宇宙飛行気象グループ (Spaceflight Meteorology Group; SMG)

## 業務

122の気象予報事務局の名称と管轄区域。本土以外は表外。

### 観測
連邦航空局や国防総省と共同で、自動地上気象観測システム (Automated Surface Observing System, ASOS) を国内に展開している。多くは空港の近くに置かれており、定時飛行場実況気象通報式 (METAR) として1時間ごとに観測データが通報されている。1890年からASOSが展開されるまでの間、WFO等以外に国土をカバーする気象観測拠点は、ほぼボランティアによって運営される共同観測者システム (Cooperative Observer Program, COOP) のみであった。現在も11,000人がこれに参加している。
海洋では、国立データブイセンター (National Data Buoy Center, NDBC) が約90か所の海洋気象ブイと約60か所の沿岸観測点 (C-MAN) を設置している。風向・風速・突風のデータのほか、海水温、波高、伝導率、水流などを観測して提供している。また、これを補うためにボランティアのVoluntary Observing Ship (VOS) 事業が行われている。1,000隻近い船から得られる無線の気象情報 (略式) を集約して変換し、国際間の情報網に提供している。
高層気象に関しても、北アメリカで92か所、カリブ海で10か所からラジオゾンデを飛ばして、気圧、温度、湿度を高度ごと・時間ごとに観測している。Skew-T図やステューフェ図にデータを記入すると、各地点の大気の状態を分析できる。観測データはAMDARという形式で国際網に送信されるが、一般利用はできない。
また、レーダーに関してはドップラー・レーダーの観測網NEXRADが整備されており、技術的にはほぼ世界最先端である。

### 提供している事業
NWSの気象に関する注意報・警報はSevere weather terminologyを参照。
国内各地122か所の気象予報事務局 (Weather Forecast Offices; WFOs) が国内デジタル予報データベース (National Digital Forecast Database; NDFD) を利用して作成した図表などの予報を集約して、最終的に発表している。NDFDは、各地の最高・最低気温、湿度、雲量、降水確率、降水量、風向、風速などのデータである。
また、格子点ごとに気象要素や予報結果がグリッドされた「製品」を無料で提供しており、インターネットで入手することができる。提供を始めた当初は民間の気象業者から批判を受けたが、その気象業者自体がデータを利用するようになり、現在は落ち着いている。
気象予報事務局は、それぞれ1か所以上の空港について航空気象の監督責任を負っており、6時間ごとに発表される24時間先までの予報である飛行場予報 (TAF) などを提供している。また、21か所のNWS Center Weather Service Units (CWSU) は連邦航空局 (FAA) の航空路交通管制センター (Air Route Traffic Control Center, ARTCC) に割り当てられており、最新の気象状況を放送で提供している。また、ミズーリ州のカンザスシティには航空気象センターがあり、AIMET (飛行士気象情報) 、SIGMET (空域悪天情報) を放送で提供している。
また、森林局などと同じように、山林火災の状態を予報する火災天気予報 (Fire Weather Forecast) を提供する。必要な場合は、Incident Meteorologists (IMET) と呼ばれる専門家を派遣して、火災現場に近い場所から気象情報を観測し予報を提供できるような体制を整えている。
一般市民向けに、難解な用語などを使わない気象情報も提供されている。
- Zone Forecast Product (ZFP) - 文書形式の週間予報。細かく区切られた地域ごとに発表。
- Surf Zone Forecast (SRF) - 文書形式の沿岸海況予報。同上。
- Short Term Forecast (NOW) - 現在進行中の天候について、6時間後までの予報。
- Area Forecast Matrices (AFM) - 細かく区切られた地域ごとに気温などの要素の変化を図形式で発表。3時間後、6時間後、12時間後。
- Point Forecast Matrices (PFM) - 主要都市ごとに気温などの要素の変化を図形式で発表。同上。
- Tabular State Forecast Product (SFT) - 各地域における降水や着氷などを予報。
- Area Forecast Discussion (AFD) - 予報について科学的に解説。日本でいう注意報や警報に当たるwatches/warnings/advisoriesをまとめて発表する。

水文学的な情報も提供している。各地の洪水の状況や水資源の状態などを提供している。
海上予報については以下の通り。
- Coastal Waters Forecast (CWF) - 5日後までの近海の気象と波の状態を予報。
- Offshore Waters Forecast (OFF) - 5日後までの遠洋の気象と波の状態を予報。海洋予報センター(Ocean Prediction Center; OPC)から発信。
- NAVTEX forecast - 沿岸警備隊向けに無線放送されるCWFとOFF。
- High Seas Forecast (HSF) - 6時間後までの海洋の気象状況を提供。

国立ハリケーンセンター (NHC) と中部太平洋ハリケーンセンター (CPHC) は、熱帯の気象に関する業務を行っている。大西洋、東（北東）太平洋、中部（北中部）太平洋を管轄。
- 平時（いずれも太平洋海域と大西洋海域について区別）
  - Tropical Weather Outlook (TWO) - 熱帯気象の見通し
  - Tropical Weather Discussion (TWD) - 熱帯気象の解説
  - Tropical Weather Summary (TWS) - 熱帯気象の概況
  - Satellite Interpretation Message (SIM) - 衛星観測データの解説
- 熱帯低気圧発生時

o Tropical/Subtropical Cyclone Public Advisory (TCP) - 熱帯低気圧・亜熱帯低気圧に関する注意情報
o Tropical/Subtropical Cyclone Discussion (TCD) - 熱帯低気圧・亜熱帯低気圧の解説
o Tropical Cyclone Forecast/Advisory (TCM) - 熱帯低気圧に関する予報
o Strike Probabilities of Tropical Cyclone Conditions (SPF) - 熱帯低気圧の通過確率
- 地域気象事務局(WFO)が発表するもの

o Hurricane Local Statement (HLS) - ハリケーンに関する地域情報
o Inland Tropical Storm/Hurricane Watches or Warnings (NPW) - 熱帯性暴風またはハリケーンの通過に関する注意報・警報
o Post-Tropical Cyclone Reports (PSH) - ハリケーン通過後の情報
気候予報センター (Climate Prediction Center; CPC) は長期的な気象や気候を扱う。1ヵ月後および3ヵ月後までの気温・降水の見通しと解説、1～2週間後の気温・降水の見通しと異常高温の予報、3ヵ月後までの異常気象（気温・降水量）の予報、ハリケーン・シーズンの見通し、旱魃の見通しと解説を提供している。また、国際協力として、アフガニスタン、アフリカ諸国、中米諸国、ハイチの気象災害情報を毎週提供している。
米国政府の機関であるため、NWSの創作物の多くはパブリック・ドメイン (PD) で提供されることから、気象に関する画像等をフリーで利用できるものがある。